# Senat Wegner
Der Senat Wegner bildet seit dem 27. April 2023 die Landesregierung von Berlin. Kai Wegner führt in seiner ersten Amtszeit als Regierender Bürgermeister eine schwarz-rote Koalition aus CDU und SPD, welche als Folge der Abgeordnetenhauswahl 2023 gebildet wurde.

## Kabinett
Die in den Koalitionsverhandlungen vereinbarte Ressortaufteilung unterscheidet sich in Details vom Senat Giffey. So soll das Thema Antidiskriminierung in die Innenverwaltung wechseln, das Ressort für Justiz stattdessen aber zusätzlich den Verbraucherschutz verantworten. Die Besetzung der Senatsposten wurde am 24. April 2023 offiziell bekanntgegeben. Die Senatoren wurden am 27. April 2023 ernannt und vereidigt. Ebenso wie zuvor im Senat Giffey gibt es auch im Senat Wegner mehr weibliche als männliche Senatoren.
| Ressort                                                                         | Foto                                                          | Name                                  | Partei                   | Partei                            |
| ------------------------------------------------------------------------------- | ------------------------------------------------------------- | ------------------------------------- | ------------------------ | --------------------------------- |
| Regierender Bürgermeister Senatskanzlei                                         |                                                               | Kai Wegner                            |                          | CDU                               |
| Bürgermeisterin                                                                 |                                                               | Franziska Giffey                      |                          | SPD                               |
| Wirtschaft, Energie und Betriebe                                                |                                                               | Franziska Giffey                      |                          | SPD                               |
| Bürgermeister                                                                   |                                                               | Stefan Evers                          |                          | CDU                               |
| Finanzen                                                                        |                                                               | Stefan Evers                          |                          | CDU                               |
| Kultur und Gesellschaftlicher Zusammenhalt                                      |                                                               | Joe Chialo (bis 2. Mai 2025)          | CDU                      |                                   |
| Kultur und Gesellschaftlicher Zusammenhalt                                      |                                                               | Sarah Wedl-Wilson (seit 22. Mai 2025) |                          | parteilos (von der CDU nominiert) |
| Stadtentwicklung, Bauen und Wohnen                                              |                                                               | Christian Gaebler                     |                          | SPD                               |
| Inneres und Sport                                                               |                                                               | Iris Spranger                         | SPD                      |                                   |
| Bildung, Jugend und Familie                                                     |                                                               | Katharina Günther-Wünsch              |                          | CDU                               |
| Wissenschaft, Gesundheit und Pflege                                             |                                                               | Ina Czyborra                          |                          | SPD                               |
| Arbeit, Soziales, Gleichstellung, Integration, Vielfalt und Antidiskriminierung |                                                               | Cansel Kiziltepe                      | SPD                      |                                   |
| Mobilität, Verkehr, Klimaschutz und Umwelt                                      |                                                               | Manja Schreiner (bis 30. April 2024)  |                          | CDU                               |
| Mobilität, Verkehr, Klimaschutz und Umwelt                                      | Stefan Evers (30. April 2024 bis 23. Mai 2024), kommissarisch |                                       |                          | CDU                               |
| Mobilität, Verkehr, Klimaschutz und Umwelt                                      | Ute Bonde (seit 23. Mai 2024)                                 |                                       |                          | CDU                               |
| Justiz und Verbraucherschutz                                                    |                                                               | Felor Badenberg                       | CDU (zunächst parteilos) |                                   |

## Staatssekretäre
Die Staatssekretäre sind die ranghöchsten Beamten des Landes Berlin. Sie fungieren als Amtschefs der Senatsverwaltungen, ständige Vertreter der Senatoren oder übernehmen – wie die Bevollmächtigte des Landes Berlin beim Bund – Sonderaufgaben.
| Senatskanzlei und Senatsverwaltungen                                                                 | Staatssekretäre |
| --- | --- |
| Senatskanzlei                                                                                        | Florian Graf Chef der Senatskanzlei Florian Hauer Bundes- und Europaangelegenheiten und Internationales Bevollmächtigter des Landes Berlin beim Bund Martina Klement Digitales und Verwaltungsmodernisierung Chief Digital Officer |
| Senatsverwaltung für Wirtschaft, Energie und Betriebe                                                | Severin Fischer Energie und Betriebe Michael Biel Wirtschaft |
| Senatsverwaltung für Kultur und Gesellschaftlichen Zusammenhalt                                      | Sarah Wedl-Wilson (bis 22. Mai 2025) Cerstin Richter-Kotowski (ab 11. Juni 2025) Kultur Oliver Friederici Gesellschaftlichen Zusammenhalt                                                                                          |
| Senatsverwaltung für Stadtentwicklung, Bauen und Wohnen                                              | Alexander Slotty Bauen Stephan Machulik Wohnen und Mieterschutz Petra Kahlfeldt Senatsbaudirektorin |
| Senatsverwaltung für Inneres und Sport                                                               | Christian Hochgrebe Inneres Nicola Böcker-Giannini (bis 17. Oktober 2023) Franziska Becker (ab 7. November 2023) Sport |
| Senatsverwaltung für Bildung, Jugend und Familie                                                     | Falko Liecke Jugend und Familie Torsten Kühne Schulbau und Schuldigitalisierung Christina Henke Bildung |
| Senatsverwaltung für Finanzen                                                                        | Tanja Mildenberger Finanzen Wolfgang Schyrocki Personal |
| Senatsverwaltung für Wissenschaft, Gesundheit und Pflege                                             | Ellen Haußdörfer Gesundheit und Pflege Henry Marx Wissenschaft und Forschung |
| Senatsverwaltung für Arbeit, Soziales, Gleichstellung, Integration, Vielfalt und Antidiskriminierung | Aziz Bozkurt Soziales Max Landero Integration, Antidiskriminierung und Vielfalt Micha Klapp Arbeit, Frauen und Gleichstellung |
| Senatsverwaltung für Mobilität, Verkehr, Klimaschutz und Umwelt                                      | Britta Behrendt Klimaschutz und Umwelt Claudia Stutz (bis 27. Mai 2024) Johannes Wieczorek (5. Juni 2024 bis 31. Mai 2025) Arne Herz (ab 3. Juni 2025) Mobilität und Verkehr                                                       |
| Senatsverwaltung für Justiz und Verbraucherschutz                                                    | Dirk Feuerberg Justiz Esther Uleer (bis 4. Juni 2025) Susanne Hoffmann (ab 1. Juli 2025) Zentrales und Verbraucherschutz |

## Wahl

### Wahl zum Abgeordnetenhaus und Koalitionsverhandlungen
Nach der Abgeordnetenhauswahl 2023 kam es zu Koalitionsverhandlungen zwischen dem Wahlsieger CDU und der bisher regierenden SPD. Diese wurden am 2. April 2023 abgeschlossen. Daraufhin führte die SPD ein Mitgliedervotum durch, dessen Ergebnis am 23. April 2023 bekanntgegeben wurde: Eine knappe Mehrheit von 54,3 Prozent der Berliner SPD-Mitglieder sprachen sich demnach für die schwarz-rote Koalition aus. Am 24. April 2023 stimmte auch ein Landesparteitag der Berliner CDU einstimmig für die schwarz-rote Koalition.

### Wahl im Abgeordnetenhaus

#### Wahlverlauf
Erst im dritten Wahlgang erreichte Kai Wegner am 27. April 2023 im Berliner Abgeordnetenhaus die erforderliche Mehrheit zur Wahl als Regierender Bürgermeister. Er erhielt, nach 71 im ersten und 79 im zweiten Wahlgang, letztlich 86 Stimmen, genau so viele wie die schwarz-rote Koalition Abgeordnete hat. Zuvor war die Wahl nach dem zweiten Wahlgang unterbrochen worden. Anschließend kam auf Antrag der Linken der Ältestenrat zusammen, um etwaige rechtliche Unsicherheiten zu klären. Eine anschließende Verschiebung des dritten Wahlgangs auf Antrag von Linken und Grünen wurde abgelehnt.

#### Reaktionen
Der Verlauf der Wahl war so nicht erwartet worden und wurde von verschiedenen Medien u. a. als „Chaos“, „Eklat“ oder „Wahlkrimi“ bezeichnet. Der Politikwissenschaftler und Publizist Albrecht von Lucke ordnete die Wahl als „Desaster“ und „Fehlstart“ für die neue Landesregierung ein. Welche Abgeordneten der beiden Regierungsfraktionen Wegner ihre Stimme verweigerten, ist unklar, da die Wahl geheim ablief. Sicher ist jedoch, dass der neue Regierende Bürgermeister mindestens in den ersten beiden Wahlgängen nicht die volle Unterstützung der Regierungskoalition hatte.
Die Berliner AfD-Fraktion erklärte, dass sie im dritten Wahlgang teils ebenfalls für den CDU-Kandidaten Wegner gestimmt habe. Von Seiten der CDU und der SPD wurde dies als Falschbehauptung zurückgewiesen. Der Politikwissenschaftler Thorsten Faas sah aufgrund der Aussagen der AfD über eine angebliche Unterstützung Kai Wegner in einem „Dilemma“.
Dass ein Regierender Bürgermeister in Berlin erst im dritten Wahlgang gewählt wurde, ist ein Novum; zuvor war lediglich Klaus Wowereit 2006 nicht bereits im ersten Wahlgang erfolgreich.

#### Ergebnis
| Wahlgang    | Kandidat                          | Kandidat         | Stimmen    | Stimmenzahl | Anteil (abgegebene Stimmen) |
| ----------- | --------------------------------- | ---------------- | ---------- | ----------- | --------------------------- |
| 1. Wahlgang |                                   | Kai Wegner (CDU) | Ja-Stimmen | 71          | 44,7 %                      |
| 1. Wahlgang | Nein-Stimmen                      | Kai Wegner (CDU) | 86         | 54,1 %      |                             |
| 1. Wahlgang | Enthaltungen                      | Kai Wegner (CDU) | 1          | 0,6 %       |                             |
| 1. Wahlgang | Ungültige Stimmen                 | Kai Wegner (CDU) | 1          | 0,6 %       |                             |
| 1. Wahlgang | Nichtteilnahme / Nichtanwesenheit | Kai Wegner (CDU) | 0          | —           |                             |
| 2. Wahlgang | Ja-Stimmen                        | Kai Wegner (CDU) | 79         | 49,7 %      |                             |
| 2. Wahlgang | Nein-Stimmen                      | Kai Wegner (CDU) | 79         | 49,7 %      |                             |
| 2. Wahlgang | Enthaltungen                      | Kai Wegner (CDU) | 0          | —           |                             |
| 2. Wahlgang | Ungültige Stimmen                 | Kai Wegner (CDU) | 1          | 0,6 %       |                             |
| 2. Wahlgang | Nichtteilnahme / Nichtanwesenheit | Kai Wegner (CDU) | 0          | —           |                             |
| 3. Wahlgang | Ja-Stimmen                        | Kai Wegner (CDU) | 86         | 54,1 %      |                             |
| 3. Wahlgang | Nein-Stimmen                      | Kai Wegner (CDU) | 70         | 44,0 %      |                             |
| 3. Wahlgang | Enthaltungen                      | Kai Wegner (CDU) | 3          | 1,9 %       |                             |
| 3. Wahlgang | Ungültige Stimmen                 | Kai Wegner (CDU) | 0          | —           |                             |
| 3. Wahlgang | Nichtteilnahme / Nichtanwesenheit | Kai Wegner (CDU) | 0          | —           |                             |